# Когайонон
Кога́йонон (Kogaionon, или Kogaion) — мифическая священная гора даков, в которой находилась пещера, где в течение трёх лет укрывался Залмоксис. Так же, согласно Страбону, называлась и река, протекающая рядом с горой.
Название Когайонон зафиксировано только у Страбона и, возможно, не принадлежит к лексикону фрако-дакийцев. Однако, существуют версии, что это слово переводится как святая гора и связано с возможно существовавшим дакийским словом kaga (священный). По другой версии, Когайонон — это «тайная гора».
Расположение Когайонона неизвестно. По одной из версий, она находится недалеко от дакийской столицы Сармизегетузы (возможно, это пик Гугу высотой около 2200 м.). По другой версии, Когайонон может находиться в горном массиве Чахлэу.